# ジョン・マクフィー
ジョン・マクフィー（John McFee, 1950年9月9日 - ）は、アメリカ合衆国カリフォルニア州サンタクルーズ出身のミュージシャン、作曲家、音楽プロデューサー。ギター、ペダル・スティール・ギター、ヴァイオリンなどを演奏するマルチ・プレイヤーであり、ドゥービー・ブラザーズ、サザン・パシフィックでの活動が著名なほか、数多くのアーティストのレコーディング、ライブ・セッションにも参加している。

## キャリア
そのキャリアの初期には、数多くのセッション活動のほか、CM音楽を手がけたりしていた。
1967年にアレックス・コールらとクローバー(Clover) を結成。後にヒューイ・ルイスやジェフ・ポーカロも加入するこのグループで9枚のアルバムを発表したほか、1976年にはパブロック界の大御所ニック・ロウの誘いにより渡英、エルヴィス・コステロのファースト・アルバムのバックを務めた（この時代のヒューイ・ルイスとの絆はその後も続き、ヒューイ・ルイス&ザ・ニュースの大ヒット・アルバム『スポーツ』（1983年）、『ハード・アット・プレイ』（1991年）のレコーディングに招かれている）。1978年にクローバーは解散。
1979年、脱退したジェフ・バクスターの後任としてドゥービー・ブラザーズに加入。1980年にリリースされたグループ9枚目のアルバム『ワン・ステップ・クローサー』ではギターの演奏のほか、タイトル・ナンバーと、グラミー賞にノミネートされたインストゥルメンタル曲「サウス・ベイ・ストラット (South Bay Strut)」の作曲に名を連ねている。ドゥービーズにはこのアルバムの制作から1982年の解散まで在籍した。
ドゥービーズ解散後は、キース・ヌードセンらと矢沢永吉のツアーバンドマスターとして長年にわたって参加。同時期にカントリーロック・バンド、サザン・パシフィックを結成。1989年の映画「ピンク・キャデラック」（クリント・イーストウッド主演）にマクフィー作の「風にまかせて」(Any Way The Wind Blows)が使用されたほか、「ニュー・ブルー・シェイド」(New Shade of Blue) などをカントリー・チャートに送り込んだ。1990年、サザン・パシフィックはカントリーミュージック協会のWalkway of Starsに名前を連ねる栄誉に輝いた。
マクフィーがサザン・パシフィックで活動中の1989年にオリジナル・ドゥービー・ブラザーズが再結成され、マクフィーはドゥービーズの再結成第1弾アルバム『サイクルズ』にTime Is Here And Goneをヌードセン、ボビー・ラカインドとの共作で提供した。
1992年にサザン・パシフィックが解散、マクフィーはヌードセンとともにドゥービーズに復帰し現在に至る。2005年に長年の相棒であったヌードセンが死去して以降もトム・ジョンストン、パトリック・シモンズとのトリプル・ギター体制の一翼を担い続けている。

## ディスコグラフィ

### クローバー
- Clover
- Forty Niner
- Love On The Wire
- Unavailable
- Chronicle
- The Best Of Clover: An American Band In London
- Live At The Paradiso
- The Sound City Sessions
- Live Concert At Winterland

### ドゥービー・ブラザース
- ワン・ステップ・クローサー - One Step Closer
- シブリング・ライヴァルリー - Sibling Rivalry
- ワールド・ゴーン・クレイジー - World Gone Crazy
- サウスバウンド - Southbound

### サザン・パシフィック
- Southern Pacific
- Killbilly Hill
- County Line
- Zuma
- Greatest Hits
- Pink Cadillac Original Motion Picture Soundtrack

### その他参加レコーディング
- マイク・ブルームフィールド
- ノートン・バッファロー
- カーリーン・カーター
- エルヴィス・コステロ
- グレイトフル・デッド
- エミロウ・ハリス
- ジャニス・イアン
- ワンダ・ジャクソン
- リック・ジェイムス
- ケンドールズ
- ニコレット・ラーソン
- ヒューイ・ルイス&ザ・ニュース
- ニック・ロウ
- スティーヴ・ミラー・バンド
- ジョン・マイケル・モンゴメリー
- ヴァン・モリソン
- ボズ・スキャッグス
- リッキー・スキャッグス
- トゥイッギー
- リンク・レイ
- ビル・ワイマン
- 矢沢永吉